# Mónica Carrillo

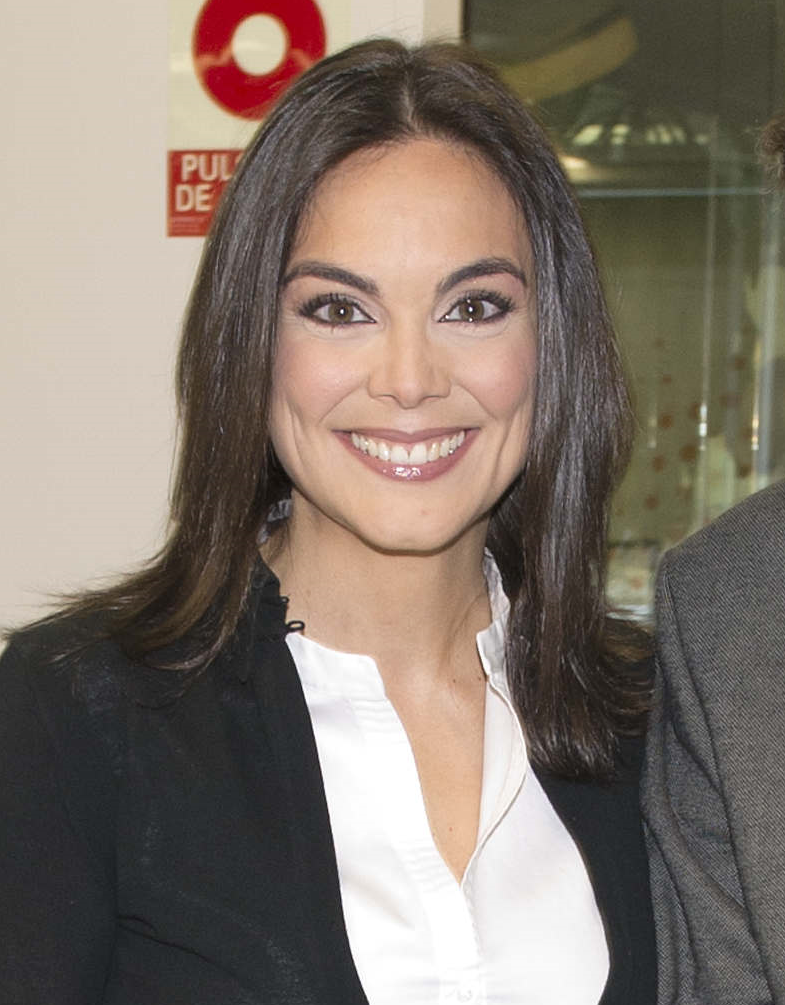
Mónica Carrillo (2011)

Mónica Carrillo Martínez (* 16. September 1976 in Elche) ist eine spanische Journalistin und Schriftstellerin. Aktuell (Stand 2021) präsentiert sie zusammen mit Matías Prats die „Weekend News“, die jeden Samstag und Sonntag um 15:00 und 21:00 Uhr auf Antena 3 ausgestrahlt werden.

## Biografie
Carrillo erlangte im Jahr 2000 einen Abschluss in Journalismus an der Universität Carlos III in Madrid und ein Diplom in Tourismus an der Universität Alicante, zuvor hatte sie Architektur studiert. Außerdem studierte sie Englisch, Französisch und Deutsch. 1998 erhielt sie ein Erasmus-Stipendium in München, wo sie das letzte Jahr ihres Tourismusstudiums absolvierte.
ihr erster Kontakt mit den Medien kam von der Agentur EFE. Dort war sie Teil des EFE-RADIO-Teams, wo sie mehr als ein Jahr lang Text, Voice-Over und Berichterstattung verfasste.
2014 veröffentlichte sie ihren ersten Roman, La luz de Candela, der in nur einer Woche seine dritte Auflage erreichte.

## TVE 1 (2000–2006)
Im Sommer 2000 landete sie mit einem Stipendium bei Televisión Española. Drei Monate lang arbeitete sie in der ersten und zweiten Ausgabe des National Television News Area mit.
Später war sie Teil des Journalistenteams, das das PSOE Media Monitoring Office gründete.
Im Juli 2001 kehrte sie als Redakteurin des Economics Area of Canal 24 horas (TVE) zu TVE zurück, wo sie auch an der Sendung Mercados y Negocios mitwirkte.
Im Sommer 2004 war sie für das Schreiben und die Präsentation des Aktieninformationsraums der Morning Newscast verantwortlich.
Im September 2004 trat sie dem Team von Diario América bei, der internationalen Nachrichtensendung in spanischer Sprache mit dem höchsten Publikum. Mehr als zwei Jahre lang war sie am Schreiben und Präsentieren dieser Nachrichtensendung beteiligt, dem Flaggschiff des internationalen Fernsehsenders TVE.

## Atresmedia (seit 2006)

### Antena 3 (seit 2006)
Seit Dezember 2006 gehört sie zum Team von Antena 3 Noticias. Zwei Staffeln lang moderierte sie zusammen mit Luis Fraga die Morgennachrichten Las Noticias de la Mañana und sporadisch die Weekend News.
In der Saison 2008–2009 moderierte sie zusammen mit Matías Prats die Referenznachrichtensendung „Noticias de las 9“. Das Team erhielt die Goldene TP für das beste informative Programm.
Von dort sprang sie in die 15-Uhr-Ausgabe, wo sie drei Staffeln lang News 1 präsentierte. Zuerst zwischen 2009 und 2011 mit Roberto Arce und dann zwischen 2011 und 2012 mit Vicente Vallés.
Seit dem 3. September 2012 präsentiert sie zusammen mit Matías Prats News 2. Seit Juni 2013 ist sie eine der regelmäßigen Mitarbeiterinnen des Programms Un Lugar Llamado Mundo, das vom Musikproduzenten Javier Limón auf Europa FM präsentiert wird, wo jeden Samstag um 5:00 Uhr, kommentieren sie mit ihm aktuelle spanische und internationale Musik im #MonicavsLimon-Raum.
Im September 2014 begann sie zusammen mit Matías Prats mit der Redaktion und Präsentation der Wochenendnachrichten von Antena 3. Neben ihrer Arbeit als Nachrichtenschreiberin beteiligt sich Mónica Carrillo an verschiedenen Bereichen der Nachrichten-Website Antena3. In der Sektion Hinter der Kamera zeigt er die Besonderheiten der Fernseharbeit. Seit 2014 führt sie auch Interviews mit relevanten Persönlichkeiten in der Rubrik On Mónicas Netzwerk namens Out of Context.
Von August 2016 bis September 2017 war sie in Abwesenheit von Vicente Vallés stellvertretende Moderatorin von Noticias 2 Antena 3 Noticias.
2017 erhielt sie den Antena de Oro Award.
Carrillo schreibt auch regelmäßig für die Europa-FM-Radiosendung „Un lugar llamado mundo“.
Seit 2019 ist sie Redakteurin von Antena 3 Noticias Fin de Semana.

### Onda Cero (seit 2016)
Seit September 2016 ist Mónica Carrillo eine der neuen Mitarbeiter von Juan Ramón Lucas und Carlos Alsina im Programm Más de Uno en Onda Cero.

## Fernsehen

### Als Moderatorin
- 2004–2006: Telediario Internacional „Diario América“, en TVE
- 2008–2009: Noticias 2 Antena 3 Noticias
- 2009–2012: Noticias 1 Antena 3 Noticias
- 2012–2014: Noticias 2 Antena 3 Noticias
- 2014–heute: Noticias Fin de Semana Antena 3 Noticias
- 2017: En busca de la longevidad La Sexta

### Als Mitarbeiterin
- 2012: La Hora de José Mota, en La 1 (Episodio „El que mucho abarca poco aprieta“, emitido el 20 de enero)
- 2011: Seven. Los 7 pecados capitales de provincia, en La 1 (TV Movie) (Especial de Nochevieja)[2][3]
- 2020: Mask singer: adivina quién canta. Máscara invitada.

## Radio
- 2013–2014: Un Lugar Llamado Mundo, en Europa FM
- seit September 2016: Más de Uno, en Onda Cero

## Veröffentlichungen
- La luz de Candela (2014)
- Olvidé decirte quiero (Roman, 2016)
- El tiempo todo locura  (Mikrogeschichten, 2017)[4]
- La vida desnuda (Roman 2020)

## Auszeichnungen
- Premios TP de Oro (2009). Al mejor informativo diario por A3 Noticias 2 (compartido con Matías Prats)
- Antena de Oro (2017)
- Premio Azorín de Novela 2020, por la obra La vida desnuda. El premio ha sido otorgado por la  Diputación de Alicante y Editorial Planeta